# 茨城県立古河第一高等学校
茨城県立古河第一高等学校（いばらきけんりつこがだいいちこうとうがっこう）は、茨城県古河市に所在する公立の高等学校。略称「古河一高（こがいちこう）」

## 概要
当初は男女共学の商業学校として設立された。昭和50年代から昭和60年代前半にかけては全国でも屈指のサッカー強豪校であり、全国高等学校サッカー選手権大会では昭和53年（第57回大会）、昭和55年（第59回大会）と二度の優勝を果たしており（昭和56年第60回大会でもベスト4進出）、現在に至るまで、茨城県代表として唯一の優勝校となっている。

## 沿革
- 1926年4月18日 - 茨城県古河商業学校創立。
- 1932年4月1日 - 茨城県立古河商業学校に改称。
- 1944年4月1日 - 茨城県古河工業学校に転換。
- 1948年4月1日 - 茨城県立古河高等学校となる。
- 1949年4月1日 - 茨城県立古河第一高等学校に改称。定時制課程併設。

## 著名な卒業生

### サッカー
- 川澄和弘
- 八代敏
- 中野雄二
- 木澤正徳
- 天野賢一

### 野球
- 戸塚友行
- 塚田正義

### 政治家
- 柳田和己
- 菅谷憲一郎

### 経済
- 塙昭彦
- 黒岩恒雄

### 作家
- 小林久三

### 芸能
- 井上高志
- 遠藤瞳